# Dariela Ludlow
Dariela Ludlow Deloya (22 de juny de 1976, Ciutat de Mèxic) és una cineasta i directora de fotografia mexicana.

## Biografia
Ludlow va ingressar a l'Escuela Nacional de Artes Plásticas per a estudiar Arts Visuals, a causa del seu interès en la pintura. Tanmateix, després d'haver estat convidada a un rodatge, es va enrolar al Centro de Capacitación Cinematográfica (CCC), on va desenvolupar el seu gust per la fotografia. També compta amb un màster per la Escola Superior de Cinema i Audiovisuals de Catalunya (ESCAC).

## Trajectòria

### Direcció
Ludlow va debutar en 2007 amb el curtmetratge TR3S, que es va presentar en el Festival Internacional de Cinema de Morelia. El 2009, Ludlow va dirigir el seu primer llargmetratge, Un día menos, un documental que segueix a una parella d'ancians que viu en un departament en Acapulco. El film retrata la desolació del matrimoni (Carmen, de 84 anys; i Emeterio, de 97), mentre la seva família es desentenen d'ells. Tots els integrants del documental són familiars de la directora. Ludlow també es va encarregar del guió (en col·laboració amb Miguel Schverdfinger) i la fotografia de la pel·lícula.
Ludlow va dirigir el 2016 Esa era Dania, un film que relata la història d'una mare adolescent que afronta el desafiament d'educar sola al seu fill. La pel·lícula va formar part de la selecció oficial de l'edició 14 del Festival Internacional de Cinema de Morelia i va ser considerada per la crítica com "un exercici transgressor que qüestiona convencions estètiques i formals".

### Cinematografia
Ludlow va participar el 2010 com a directora de fotografia al documental La cuerda floja de Nuria Ibáñez. El seu treball va rebre elogis de la crítica pel fet que només va utilitzar una càmera en la filmació. En 2011, es va encarregar de la cinematografia del documental Morir de pie, ópera prima de la periodista Jacaranda Correa que relata la vida d’un lluitador social.
El 2012, Ludlow va ser directora de fotografia de la pel·lícula No quiero dormir sola de Natalia Beristáin, que relata la història d'una dona de 33 anys que ha de fer-se responsable de la seva àvia, una actriu retirada alcohòlica. El 2014 va realitzar la cinematografia de Los bañistas, ópera prima de Max Zunino, ambientada a la Ciutat de Mèxic durant les protestes de 2012 contra Enrique Peña Nieto.
Ludlow va repitir fórmula amb Beristaín a la seva pel·lícula de 2017, Los adioses, pel·lícula biogràfica sobre l'escriptora mexicana Rosario Castellanos. Per aquest treball, va rebre una nominació a Millor Fotografia en la LX edició dels Premis Ariel.
El 2018, Ludlowes va encarregar de la direcció de fotografia de Las niñas bien, cinta d’ Alejandra Márquez Abella, basada en la novel·la homònima de Guadalupe Loaeza. La seva labor va ser nominada novament en la LXI edició dels Premis Ariel.
Ludlow també és responsable de la cinematografia de Noche de fuego, primera incursió al cinema de ficció de la documentalista Tatiana Huezo, estrenada el 2021 i per la que va guanyar el Premi Ariel a la millor fotografia.

## Filmografia
| Any       | Títol                              | Càrrec                               | Nota                                 |
| --------- | ---------------------------------- | ------------------------------------ | ------------------------------------ |
| 2007      | TR3S                               | Directora / Guionista                | Curtmetratge                         |
| 2009      | Un día menos                       | Productora / Directora / Guionista   | Llargmetratge                        |
| 2009      | Expedición 1808                    | Directora de fotografia              | Sèrie de TV Documental; 13 episodios |
| 2010      | La cuerda floja                    | Directora de fotografia              | Llargmetratge documental             |
| 2011      | Morir de pie                       | Directora de fotografia              | Llargmetratge documental             |
| 2011-2012 | Los que llegaron                   | Directora general                    | Sèrie de TV Documental; 13 episodis  |
| 2012      | No quiero dormir sola              | Directora de fotografia              | Llargmetratge documental             |
| 2014      | Yerbamala                          | Directora de fotografia              | Llargmetratge documental             |
| 2014      | Los bañistas                       | Productora / Directora de fotografia | Llargmetratge documental             |
| 2015      | Escándalos                         | Directora                            | Sèrie d’antologia; 2 episodis        |
| 2015      | Luces brillantes                   | Directora de fotografia              | Curtmetratge                         |
| 2015      | Los cuadros negros                 | Directora de fotografia              | Curtmetratge documental              |
| 2016      | Esa era Dania                      | Productora / Directora / Guionista   | Llargmetratge                        |
| 2017      | Guerra de ídolos                   | Directora de fotografia              | Telenovela                           |
| 2017      | Los adioses                        | Directora de fotografia              | Llargmetratge biogràfic              |
| 2017      | La fuerza de creer                 | Directora de fotografia              | Sèrie de televisió; temporada 1      |
| 2018      | Descontrol                         | Directora de fotografia              | Sèrie d’antologia; 3 episodis        |
| 2018      | Las niñas bien                     | Directora de fotografia              | Llargmetratge                        |
| 2019      | Yankee                             | Directora de fotografia              | Sèrie web; 25 episodis               |
| 2020      | Historia de un crimen: La búsqueda | Directora de fotografia              | Sèrie web; 6 episodis                |
| 2021      | Noche de fuego                     | Directora de fotografia              | Llargmetratge                        |